# Crystal Kay
Crystal Kay（クリスタル・ケイ、1986年2月26日 - ）は、主に日本で活動する女性歌手、女優。本名、Crystal Kay Williams（クリスタル・ケイ・ウイリアムズ）。略称はCK、クリケイ。
神奈川県横浜市出身。上智大学国際教養学部卒業。所属レーベルはVirgin Music、所属事務所はLDH JAPAN。

## 人物
父親（幼少時に離婚）はアフリカ系アメリカ人のベーシスト、母親は在日朝鮮人3世（東京で出生。本籍は釜山だが朝鮮高校卒）のシンガーでグレートプロダクション（所属事務所）の社長をつとめるshunkay（シュンケイ。旧芸名：シンシア）。一人っ子。身長170cm。血液型O型。米国籍を取得している。ミックスであること、日本の血が入っていないことにコンプレックスを抱えていたが、さまざまな人種が集まるアメリカ・ニューヨークでの音楽活動を通じて、3つの異なる文化を背負い、日本語・朝鮮語・英語が話せて、歌手として10年にわたってキャリアを築いていることにもっと誇りを持ったほうがいい、との指摘の言葉に考え方を改めることができたという。
小学校より横須賀と横浜のアメリカンスクールに通っていたため英語が堪能であるが、アメリカ合衆国には住んだことがなかった。朝鮮語の読み書きもできるトライリンガルであり、2011年には韓国・ソウルへ語学留学も経験している。
学業においては、アメリカンスクールに就学後、2004年10月からは上智大学国際教養学部（旧比較文化学部）に進学、2008年9月卒業。高校時代までは仕事は週末の土曜・日曜のみに限定し、大学卒業までは学業優先で活動した。

### 愛称
愛称は「クリちゃん」。「ケイ」はミドルネームなので「『ケイちゃん、ケイちゃん』っていわれると、『ケイじゃない!』って思っちゃう」と「ケイちゃん」と呼ばれることに難色を示してきたが、多くの人に「ケイちゃん」と呼ばれることで「最近はもう慣れてきたかな」とも語っている。本来ならば「クリスタル」か「ウィリアムズ」で呼ばれるべきだが、付き合いの浅い人からは日本名と語感の近い「ケイちゃん」と呼ばれることもある。

### 交友関係
SHELLYは同じ横浜市の根岸住宅地区に住み、バード小学校に通った幼馴染。テレビ番組で住んでいた米軍基地の敷地を案内したり、小学校を訪問した。
BENIはアメリカンスクールからの同級生で親友、青山テルマは大学の後輩。

### 趣味・特技
ピアノを3年間ほど習っていたことがある。ギター教室に通い始めた母の影響を受け、「ギターを弾けたら、今よりもっと曲が作れるな」と2015年夏よりアコースティック・ギターの演奏を始めた。

## 略歴

### 生い立ち
歌手の母とバンドで演奏していた父の影響で、幼いころから、たえず誰かのコンサートに連れていかれ、歌って踊るのが好きだったこともあって、「大きくなったら歌うんだろうな」と自然に思うようになっていたという。大人気となっていたマイケル・ジャクソンやジャネット・ジャクソンに憧れ、来日コンサートも生で見て、「この人たちみたいになりたい」と思うようになる。

### 歌手活動

#### 1999年 - 2001年
母の知人のCM制作会社の社長から、子供の歌声が必要となった時に「ちょっとクリ借りていい?」と声をかけられて、CMソングを歌い始める。初めての仕事は4歳のころで、PCエンジンDuoのCMソング。後に、資生堂「スーパーマイルドシャンプー」と「ピエヌ」のCMソングを歌う。1999年、13歳の時に「Eternal Memories」（作曲・編曲：菅野よう子）でシングルデビュー。菅野美穂出演のサントリー「ビタミンウォーター」CMソングに使用され、視聴者からCMソングに関する問合せが相次いだことから、「じゃあ、フルにしよう」としてシングルリリースに至った。
その後、2000年頃は歌手としての目立った活動はなかったが、2001年に映画『サトラレ』主題歌「LOST CHILD」を歌ったことで、知名度を上げた。同じ頃にm-floと知り合い、FMフェスティバル'01のファイナルライブに、☆Taku (m-flo) meets Crystal Kay meets YOU THE ROCK☆として、m-floの「come again」をセッションして出演した。

#### 2002年 - 2003年
2002年8月にリリースした、m-floの☆Takuプロデュースのシングル「hard to say」がロングヒットとなった。同年10月に、T.Kuraなどを制作陣に加えた3rdアルバム『almost seventeen』がオリコン最高2位を記録。成長が期待される、若手女性アーティストの1人として注目された。
2003年、LISAの脱退によってボーカル不在となった、m-floのゲストボーカリストとして、シングル「I LIKE IT」（Crystal Kay loves M-FLO 名義）と、その客演返しとしてシングル「REEEWIND!」（M-FLO loves Crystal Kay 名義）を同時にリリース。2枚共にオリコン10位以内に入るヒットとなった。
2003年の4thアルバム『4 REAL』以降、R&B路線からポップスにシフトしていった。
元々、全米進出を希望しており、同年、世界進出を視野に入れた全英語詞曲収録の『NATURAL -World Premiere Album-』を発表し、アジア市場への進出を試みた。
2003年よりクリスマスコンサートを開催、2005年は完全招待制で行なわれた。

#### 2004年 - 2005年
デビュー5周年を迎えた2004年、シングルでは初のバラード「Motherland」を発売。人気アニメ『鋼の錬金術師』のエンディングテーマだった効果もあり、シングルチャートでトップ10入りを果たす。そして6月には、デビュー5周年を記念し、ファン投票によって収録楽曲を決定した企画アルバム『CK5』を発売。
『CK5』リリース後はボイストレーニングとダンスレッスンを受けるためニューヨークへ渡る。再来日後、同年11月にシングル「Bye My Darling!」、2005年1月には「Kiss」をリリース。そして3月に、プロデューサーに、Des'reeやCharaのプロデュースで知られるアシュリー・イングラムを筆頭にT.Kura・Nao'ymt・マボロシを迎えた5thアルバム『Crystal Style』を発表、4作連続でオリコンチャート初登場2位を記録。5月には同タイトルのドラマ主題歌となった16枚目（コラボレーション除く）のシングル「恋におちたら」を発表。それまでのCrystal Kayの曲に無い、キャッチーで誰にも歌いやすい、いわゆる歌謡曲調の楽曲は、彼女の歌に今まで触れたことの無かった広い層にも知られ、商業的に最も成功する。このころ、歌唱法で悩み、2004年頃から始めていたボイストレーニングに集中する。幸い「恋におちたら」が比較的簡単な楽曲だったため、歌に自信を取り戻すための時間にはゆとりがあった。同年、CHEMISTRYとのコラボレーション曲「Two As One」が発表された。

#### 2006年 - 2008年
2006年2月8日に17枚目の両A面シングル「Kirakuni/Together」を発表。大人のチルアウト・チューンと銘打たれたジャム&ルイスプロデュースのダンスナンバー「Kirakuni」のMVでは、和をモチーフにした世界観に和服姿で登場し、久々にダンスも披露した。カップリングの「Together」は テレビ東京系『トリノ2006』テーマソングとなった。同シングル発表2週間後に、「恋におちたら」や「Kirakuni」を収録した6thアルバム『Call me Miss...』をリリース、5作連続オリコン初登場2位を記録。
2007年、1月17日に約1年ぶりとなるシングル「きっと永遠に」（映画『僕は妹に恋をする』エンディング・テーマ）、2月28日にアニメ『のだめカンタービレ』エンディングテーマ「こんなに近くで...」を2か月連続リリース。さらに、先行シングル「あなたのそばで」を経て、6月20日に7thアルバム『ALL YOURS』を発売。全曲ラブ・アンセムと銘打った作品で、デビュー以来初めてのオリコン初登場1位を記録した。同年10月2日よりJ-WAVEのラジオ番組『THE UNIVERSE』で毎週火曜日のナビゲータ（DJ）を担当。同年11月28日に初のミニアルバム『Shining』をリリースする。同ミニアルバム収録曲の「Shining」はPARCO X'masのCMソングに起用され、自身もイメージキャラクターとなり、CMや広告など各種媒体に登場した。
2008年3月4日に『劇場版ポケットモンスター ダイヤモンド&パール ギラティナと氷空の花束 シェイミ』の主題歌に、Crystal Kayの未発表の新曲「ONE」が決定する。これはCrystal Kay初のアニメ映画主題歌となる。また、同映画では声優としてラッキーの声を担当。同年3月15日に「SPACE SHOWER Music Video Awards 08」にて、同アワードでは新設となるBEST ONLY SSTV EDITIONを「あなたのそばで "for SPACE SHOWER TV"」で受賞。6月11日にシングル「涙のさきに」をリリースしたのを皮切りに7月16日には前述の未発表の新曲であった「ONE」をリリース。さらには8月6日には前作より1年2か月ぶりとなるアルバム『Color Change!』と3か月連続でリリース。10月からは約1年ぶりの全国ツアーを開催した。

#### 2009年 - 2013年
2009年7月1日にデビュー10周年を迎え、それを記念した自身初となるベスト・アルバム『BEST of CRYSTAL KAY』を9月2日に発売する。
2011年2月に予定していたツアー『Crystal Kay Live Tour 2011 Spin The Music』は本人の体調不良のため全公演中止となった。
2011年10月にユニバーサルインターナショナル内の邦楽レーベルDelicious Deli Recordsに移籍することを発表。海外進出視野に多くの大物海外アーティストを擁する同社と同月に契約を交わし、同年11月期放送のフジテレビ系テレビドラマ『僕とスターの99日』挿入歌で移籍第1弾シングルとなる「Superman」を同年12月14日にリリース、また世界35カ国のiTunes Storeにて12月7日より順次配信リリースした。翌2012年6月27日には、国内外アーティストたちが参加した移籍第1弾アルバム『VIVID』をリリースした。同年6月に出身地の神奈川県横浜市で開催されるイベント「横浜セントラルタウンフェスティバルY153」のシンボルアーティストを務める。
2013年1月16日、舞台『DANCE EARTH～生命の鼓動～』のメインキャストで結成したユニットDANCE EARTH PARTYとして「イノチノリズム」をリリース。

#### 2013年 - 2015年
2013年3月より渡米し、拠点をニューヨークに移して活動を開始。「ロス行ったら、デレ〜っとしそうで嫌だった」として、アートにも囲まれた街で刺激も多いことから「強くなりそう」とニューヨークを選択した。約2年間にわたって日本と往復しつつ、現地でのレコード契約を目標に、1人の無名シンガーとして連日スタジオに入って60曲以上の曲を作り、プロデューサーと会ってのセッション、ボイストレーニングやダンスレッスンに明け暮れる。初めての一人暮らしは孤独を感じ壁にぶつかることもあった反面、客観的に自分自身を見つめる時間を持つことができたという。
2014年7月1日、デビュー15周年。11月よりマネージメントを LDHに移籍。
現地アーティストたちの中でガツガツとしたアピール力で太刀打ちできないことを実感し挫折を味わう一方で、セッションの中でアイディアを出し合いつつ作り上げていく自由な制作スタイルを吸収し、自身のアイデンティティを見つめなおす中で、聴いて育った洋楽サウンドへの憧れから「私にしかできない、私にしか歌えないJ-POPが、確かにある」と日本で積み上げてきた自身の音楽への誇りと自信を手にして、2015年1月に帰国した。

#### 2015年 -
2015年6月3日、LDH移籍後初のシングル『ワイルド・ヒーローズ』の主題歌、「君がいたから」をリリースし、本格再始動。同年9月には幼少時より尊敬するアーティスト・安室奈美恵へコラボレーションを打診し「Crystal Kay feat．安室奈美恵」名義でシングル「REVOLUTION」をリリース、11月にはフジテレビ系ドラマ『オトナ女子』挿入歌の「何度でも」を配信リリース。同年12月にはニューヨークでの音楽活動の経験や事務所移籍などさまざまな音楽環境の変化を反映させた「新生Crystal Kay」を象徴する3年半ぶりの新アルバム『Shine』をリリースして、翌2016年2月から3月にかけて3年ぶりとなる全国ツアー「Crystal Kay LIVE TOUR 2016 “Shine”」を開催した。
2018年6月には、「サクラ」（Samantha ThavasaCMソング）、「Waiting For You」（ミュゼ・プラチナムCMソング）、「Forever Young」（ネイチャーラボ「LITS」CMソング）、「Lovin' You」（フジテレビ系『ノンママ白書』主題歌）、「幸せって。」（NHKドラマ10『デイジー・ラック』主題歌）などの既発楽曲に、自身の原点となるデビュー当初のR&Bテイストの楽曲を加えた、2年半ぶりのフルアルバムとなる『For You』をリリース。7月から8月にかけて4都市にて「Crystal Kay -アコースティックツアー 『クリカフェ “For You”』」を開催した。
2025年6月24日に、デビュー25周年を記念したオールタイムベストアルバム『ALL TIME BEST 25th Anniversary』をデジタル配信で、また翌25日にはCDとして発売した。

### 女優活動
幼い頃のもう1つの夢が「女優になること」であり、デビュー10周年を迎えた2009年には、映画『山形スクリーム』に出演し、主題歌「Step by Step」を担当したフジテレビ系テレビアニメ『ジャングル大帝 - 勇気が未来をかえる -』では研究員役で声優も務めた。これに続き、新たなチャレンジとして2010年1月期放送の日本テレビ系『左目探偵EYE』に天才ハッカーの黒晶晶役でレギュラー出演してテレビドラマに初出演した。2016年には主題歌「Lovin' You」を担当したフジテレビ系『ノンママ白書』にゲスト出演している。
10年来の親交がある俳優の城田優からLINEで「再来年、僕とブロードウェイ・ミュージカルやらない? 本場の人たちと」との誘いを受けて、城田が主演を務める2019年のブロードウェイミュージカル『ピピン』日本語版公演に物語の進行役となるリーディングプレイヤー役で出演し、ミュージカルに初挑戦。同作での演技により、2020年の第27回読売演劇大賞にて優秀女優賞を受賞した。
2020年6月には渡辺直美主演のミュージカル『ヘアスプレー』日本版に“モーターマウス”メイベル役での出演が決まっていたが、新型コロナウイルス感染症の感染拡大に伴い全公演中止となった。

## ディスコグラフィ

### シングル

#### CDシングル
| ＃ | 発売日 | 発売日 | タイトル                                                        | 販売形態 | 規格品番  | 順位                     | 初収録アルバム              |
| -- | ------ | ------ | --------------------------------------------------------------- | -------- | --------- | ------------------------ | --------------------------- |
| 1  | 1999   | 07/01  | Eternal Memories                                                | 8cm CD   | ESDB-3898 | 47                       | C.L.L -Crystal Lover Light- |
| 1  | 1999   | 07/01  | Eternal Memories                                                | CD       | ESCB-1991 | 47                       | C.L.L -Crystal Lover Light- |
| 2  | 1999   | 09/08  | TEENAGE UNIVERSE ～Chewing Gum Baby                             | 8cm CD   | ESDB-3916 | 47                       | C.L.L -Crystal Lover Light- |
| 2  | 1999   | 09/08  | TEENAGE UNIVERSE ～Chewing Gum Baby                             | CD       | ESCB-2003 | 47                       | C.L.L -Crystal Lover Light- |
| 3  | 1999   | 11/03  | こみちの花                                                      | 8cm CD   | ESDB-3920 |                          | C.L.L -Crystal Lover Light- |
| 3  | 1999   | 11/03  | こみちの花                                                      | CD       | ESCB-2041 |                          | C.L.L -Crystal Lover Light- |
| 4  | 2000   | 03/23  | Shadows of Desire                                               | CD       | ESCB-2099 |                          | C.L.L -Crystal Lover Light- |
|    | 2001   | 02/15  | LOST CHILD                                                      | CD       | AICT-1294 | 637 -always and forever- |                             |
| 5  | 2001   | 05/09  | Girl's Night                                                    | CD       | ESCB-2232 | 637 -always and forever- |                             |
| 6  | 2001   | 07/04  | Ex-Boyfriend                                                    | CD       | ESCB-2239 | 637 -always and forever- | 44                          |
| 7  | 2001   | 11/28  | think of U                                                      | CD       | ESCL-2276 |                          | almost seventeen            |
| 8  | 2002   | 08/07  | hard to say                                                     | CD       | ESCL-2323 | 2                        | almost seventeen            |
| 9  | 2002   | 10/23  | Girl U Love                                                     | CD       | ESCL-2341 |                          | almost seventeen            |
| 10 | 2003   | 01/22  | Boyfriend -part Ⅱ-                                              | CD       | ESCL-2722 | 23                       | 4 REAL                      |
| 11 | 2003   | 06/18  | I LIKE IT                                                       | CD       | ESCL-2726 | 8                        | 4 REAL                      |
| 12 | 2003   | 10/22  | Candy                                                           | CD       | ESCL-2728 | 21                       | 4 REAL                      |
| 13 | 2003   | 11/27  | Can't be Stopped                                                | CD       | ESCL-2729 |                          | 4 REAL                      |
| 14 | 2004   | 05/12  | Motherland                                                      | CD       | ESCL-2733 | 9                        | CK5                         |
| 15 | 2004   | 11/17  | Bye My Darling!                                                 | CD       | ESCL-2605 | 40                       | Crystal Style               |
| 16 | 2005   | 01/26  | Kiss                                                            | CD       | ESCL-2600 | 10                       | Crystal Style               |
| 17 | 2005   | 05/18  | 恋におちたら                                                    | CD       | ESCL-2660 | 2                        | Call me Miss…               |
| 18 | 2005   | 10/05  | Two As One                                                      | CD       | ESCL-2710 |                          | Call me Miss…               |
| 19 | 2006   | 02/08  | Kirakuni／Together                                              | CD       | ESCL-2760 | 27                       | Call me Miss…               |
| 20 | 2007   | 01/17  | きっと永遠に                                                    | CD       | ESCL-2930 | 12                       | ALL YOURS                   |
| 21 | 2007   | 02/28  | こんなに近くで…                                                 | CD       | ESCL-2940 | 14                       | ALL YOURS                   |
| 22 | 2007   | 05/16  | あなたのそばで                                                  | CD       | ESCL-2970 | 30                       | ALL YOURS                   |
| 23 | 2008   | 06/11  | 涙のさきに                                                      | CD       | ESCL-3068 | 42                       | Color Change!               |
| 24 | 2008   | 07/16  | ONE                                                             | CD       | ESCL-3082 | 32                       | Color Change!               |
| 24 | 2008   | 07/16  | ONE Pokemon Edition                                             | CD       | ESCL-3081 | 32                       | Color Change!               |
| 25 | 2009   | 08/12  | After Love -First Boyfriend- feat. KANAME／Girlfriend feat. BoA | CD       | ESCL-3254 | 31                       | Spin The Music              |
| 26 | 2010   | 11/24  | Journey ～君と二人で～                                          | CD       | ESCL-3575 |                          | Spin The Music              |
| 27 | 2011   | 12/14  | Superman                                                        | CD＋DVD  | UICV-9012 | VIVID                    |                             |
| 27 | 2011   | 12/14  | Superman                                                        | CD       | UICV-5011 | VIVID                    |                             |
| 28 | 2012   | 03/14  | デリシャスな金曜日／ハルアラシ                                  | CD＋DVD  | UICV-9017 | VIVID                    |                             |
| 28 | 2012   | 03/14  | デリシャスな金曜日／ハルアラシ                                  | CD       | UICV-5013 | VIVID                    |                             |
| 29 | 2012   | 06/06  | Forever                                                         | CD       | UICV-5015 | VIVID                    |                             |
| 30 | 2015   | 06/03  | 君がいたから                                                    | CD＋DVD  | UICV-9122 | 27                       | Shine                       |
| 30 | 2015   | 06/03  | 君がいたから                                                    | CD       | UICV-5041 | 27                       | Shine                       |
| 31 | 2015   | 09/16  | REVOLUTION                                                      | CD＋DVD  | UICV-9130 | 6                        | Shine                       |
| 31 | 2015   | 09/16  | REVOLUTION                                                      | CD       | UICV-5046 | 6                        | Shine                       |
| 32 | 2016   | 03/23  | サクラ                                                          | CD＋DVD  | UICV-9163 | 30                       | For You                     |
| 32 | 2016   | 03/23  | サクラ                                                          | CD       | UICV-5049 | 30                       | For You                     |
| 33 | 2016   | 09/14  | Lovin' You                                                      | CD＋DVD  | UICV-9208 |                          | For You                     |
| 33 | 2016   | 09/14  | Lovin' You                                                      | CD       | UICV-5056 |                          | For You                     |

#### 配信限定シングル
| ＃ | 発売日 | 発売日 | タイトル                | 初収録CD                       |
| -- | ------ | ------ | ----------------------- | ------------------------------ |
| 1  | 2013   | 02/27  | My Heart Best／風の彼方 | 君がいたから                   |
| 3  | 2015   | 11/04  | 何度でも                | Shine                          |
| 4  | 2016   | 06/01  | Waiting For You         |                                |
| 5  | 2017   | 02/17  | Faces                   | For You                        |
| 6  | 2018   | 04/19  | 幸せって。              | For You                        |
| 7  | 2019   | 11/06  | Beautiful               |                                |
| 8  | 2020   | 03/18  | 3月9日                  | I SING                         |
| 9  | 2020   | 08/28  | 歌うたいのバラッド      | I SING                         |
| 10 | 2020   | 12/11  | I LOVE…                 | I SING                         |
| 11 | 2021   | 11/05  | ひとりじゃないから      |                                |
| 12 | 2021   | 11/10  | STEADY                  |                                |
| 13 | 2021   | 11/18  | Say My Name             |                                |
| 14 | 2021   | 07/06  | Gimme Some              |                                |
| 15 | 2021   | 11/11  | No Pressure             |                                |
| 16 | 2021   | 12/07  | Love me                 |                                |
| 17 | 2023   | 02/09  | How You Feel            | A2Z                            |
| 18 | 2023   | 02/17  | Spark                   | A2Z                            |
| 19 | 2024   | 01/29  | That Girl               |                                |
| 20 | 2024   | 11/22  | Love Myself             | ALL TIME BEST 25th Anniversary |

#### 配信限定EP
| ＃ | 発売日 | 発売日 | タイトル       |
| -- | ------ | ------ | -------------- |
| 1  | 2023   | 02/24  | Start Again EP |

### アルバム

#### オリジナル・アルバム
| ＃ | 発売日 | 発売日 | タイトル                  | 販売形態 | 規格品番    | 順位 |
| -- | ------ | ------ | ------------------------- | -------- | ----------- | ---- |
| 1  | 2000   | 03/23  | CCC -Crystal Lover Light- | CD       | ESCB-2042   |      |
| 2  | 2001   | 08/22  | 637 -always and forever-  | CD       | ESCB-2257   | 19   |
| 3  | 2002   | 10/23  | almost seventeen          | CD       | ESCB-2342   | 2    |
| 4  | 2003   | 11/27  | 4 REAL                    | CD       | ESCB-2470   | 6    |
| 5  | 2005   | 03/02  | Crystal Style             | CD＋DVD  | ESCB-2648/9 | 2    |
| 5  | 2005   | 03/02  | Crystal Style             | CD       | ESCB-2650   | 2    |
| 6  | 2006   | 02/22  | Call me Miss…             | CD＋DVD  | ESCB-2798/9 | 2    |
| 6  | 2006   | 02/22  | Call me Miss…             | CD       | ESCB-2800   | 2    |
| 7  | 2007   | 06/20  | ALL YOURS                 | CD＋DVD  | ESCB-2998/9 | 1    |
| 7  | 2007   | 06/20  | ALL YOURS                 | CD       | ESCB-3000   | 1    |
| 8  | 2008   | 08/06  | Color Change!             | CD＋DVD  | ESCB-3109/0 | 8    |
| 8  | 2008   | 08/06  | Color Change!             | CD       | ESCB-3111   | 8    |
| 9  | 2010   | 12/08  | Spin The Music            | CD       | ESCB-3576   | 42   |
| 10 | 2012   | 06/27  | VIVID                     | CD＋DVD  | UICV-9020   | 35   |
| 10 | 2012   | 06/27  | VIVID                     | CD       | UICV-1019   | 35   |
| 11 | 2015   | 12/16  | Shine                     | CD＋DVD  | UICV-9146   | 10   |
| 11 | 2015   | 12/16  | Shine                     | CD＋BD   | UICV-9147   | 10   |
| 11 | 2015   | 12/16  | Shine                     | CD       | UICV-1061   | 10   |
| 12 | 2018   | 06/13  | For You                   | CD＋DVD  | UICV-9284   | 30   |
| 12 | 2018   | 06/13  | For You                   | CD       | UICV-1097   | 30   |

#### ミニ・アルバム
| ＃ | 発売日 | 発売日 | タイトル | 販売形態 | 規格品番    | 順位 |
| -- | ------ | ------ | -------- | -------- | ----------- | ---- |
| 1  | 2007   | 11/28  | Shining  | CD       | ESCB-3050   | 21   |
| 2  | 2010   | 06/16  | FLASH    | CD＋DVD  | ESCB-3455/6 | 29   |
| 2  | 2010   | 06/16  | FLASH    | CD       | ESCB-3457   | 29   |

#### カバーアルバム
| ＃ | 発売日 | 発売日 | タイトル | 販売形態 | 規格品番  | 順位 |
| -- | ------ | ------ | -------- | -------- | --------- | ---- |
| 1  | 2021   | 04/21  | I SING   | CD       | UICV-1113 |      |

#### ワールド・アルバム
| ＃ | 発売日 | 発売日 | タイトル    | 販売形態 | 規格品番  | 順位 |
| -- | ------ | ------ | ----------- | -------- | --------- | ---- |
| 1  | 2003   | 11/07  | Crystal Kay | CD       | ESCL-2480 |      |

#### ベスト・アルバム
| ＃ | 発売日 | 発売日 | タイトル                       | 販売形態 | 規格品番     | 順位 |
| -- | ------ | ------ | ------------------------------ | -------- | ------------ | ---- |
| 1  | 2009   | 09/02  | BEST of CRYSTAL KAY            | 3CD      | ESCL-3271/3  | 3    |
| 1  | 2009   | 09/02  | BEST of CRYSTAL KAY            | 2CD      | ESCL-3274/5  | 3    |
| 2  | 2025   | 06/25  | ALL TIME BEST 25th Anniversary | 2CD＋DVD | TYCT-69353   | 39   |
| 2  | 2025   | 06/25  | ALL TIME BEST 25th Anniversary | 2CD＋BD  | TYCT-69354   | 39   |
| 2  | 2025   | 06/25  | ALL TIME BEST 25th Anniversary | 2CD      | TYCT-60248/9 | 39   |

#### セレクション・アルバム
| ＃ | 発売日 | 発売日 | タイトル       | 販売形態 | 規格品番    | 順位 |
| -- | ------ | ------ | -------------- | -------- | ----------- | ---- |
| 1  | 2004   | 06/30  | CK5            | CD＋DVD  | ESCL-2578/9 | 2    |
| 1  | 2004   | 06/30  | CK5            | CD       | ESCL-2686   | 2    |
| 2  | 2011   | 12/14  | LOVE SONG BEST | 2CD      | ESCL-3813/4 |      |
| 2  | 2011   | 12/14  | LOVE SONG BEST | CD       | ESCL-3815   |      |

#### リミックス・アルバム
| ＃ | 発売日 | 発売日 | タイトル               | 販売形態 | 規格品番  | 順位 |
| -- | ------ | ------ | ---------------------- | -------- | --------- | ---- |
| 1  | 2009   | 12/16  | THE BEST REMIXES of CK | CD       | ESCL-3337 |      |

### DVD
|      | 発売日                                | タイトル                                                 |
| ---- | ------------------------------------- | -------------------------------------------------------- |
| Clip | DVD：2004年6月30日 UMD：2005年5月25日 | CK 99-04 MUSIC CLIPS                                     |
| Clip | 2009年12月2日                         | CK 04-09 MUSIC CLIPS2 -DECADE-                           |
| Live | 2010年6月16日                         | Crystal Kay Live In NHK Hall: 10th Anniversary Tour CK10 |

### 未発売楽曲
- WONDER（Jin Akanishi feat. Crystal Kay）
  - 2009年6月にKAT-TUNのSUMMER'09 Break the Recordsコンサートでの合作曲・全編英語詞R&B曲。そして、12月16日にDVD「KAT-TUN LIVE Break the Records」に収録された。そして2020年に発売された赤西仁のベストアルバムに再録バージョンとして収録されたがそちらにはCrystal Kayは参加していない。

### 参加作品
| 発売日         | 曲名 | 収録された作品                                                                                         |
| -------------- | --- | --- |
| 2001年2月15日  | LOST CHILD | 藤原ヒロシ+大沢伸一 feat. クリスタル・ケイ「LOST CHILD」                                               |
| 2001年7月4日   | L'Amant | 平井堅「gaining through losing」                                                                       |
| 2002年5月29日  | Feel The Same? / DJ WATARAI feat. BIG-O & Crystal Kay                                                              | Various Artists「HARLEM ver.1.0」                                                                      |
| 2002年9月19日  | tha superstar | MICHICO「tha superstar」                                                                               |
| 2002年12月18日 | Feel The Same? OLD NICK ver.（SUPER HONEY DIP remix） / DJ WATARAI feat. Crystal Kay, BIG-O - remixed by DJ HASEBE | Various Artists「HARLEM ver.1.7」                                                                      |
| 2003年3月26日  | Hello ☆ Goodbye feat. Crystal Kay & CORN HEAD                                                                      | PALM DRIVE「BLOCK HOLIDAY」                                                                            |
| 2003年6月18日  | REEEWIND! | M-FLO loves Crystal Kay「REEEWIND!」                                                                   |
| 2003年6月18日  | DO U LIKE IT?（by Fantastic Plastic Machine）                                                                      | M-FLO loves Crystal Kay「REEEWIND!」                                                                   |
| 2003年6月18日  | gET oN! | M-FLO loves Crystal Kay「REEEWIND!」                                                                   |
| 2004年2月25日  | Liberty | Various Artists「スズキマニア 鈴木雅之トリビュートアルバム」                                           |
| 2007年3月28日  | Love Don't Cry / m-flo loves Crystal Kay                                                                           | m-flo「COSMICOLOR」                                                                                    |
| 2009年2月18日  | UNIVERSE feat. Crystal Kay & VERBAL（m-flo）                                                                       | BoA「永遠/UNIVERSE feat.Crystal Kay & VERBAL (m-flo)/Believe in LOVE feat.BoA (Acoustic Version)」     |
| 2009年3月25日  | Music Is Mine feat. Crystal Kay                                                                                    | マボロシ「マボロシのシ」                                                                               |
| 2010年3月10日  | ずっと | 東京スカパラダイスオーケストラ「WORLD SKA SYMPHONY」                                                   |
| 2010年4月21日  | Thank You For Talkin' To Me Africa                                                                                 | Various Artists「commmons: schola vol.5 Yukihiro Takahashi & Haruomi Hosono Selections: Drums & Bass」 |
| 2010年9月22日  | Cannonball | Original Soundtrack「10年先も君に恋して」                                                              |
| 2010年10月27日 | ラヴィン・ユー / 清水翔太, Crystal Kay, Mummy-D, SEAMO, 童子-T                                                     | Various Artists「BEAT CONNECTION」                                                                     |
| 2012年3月7日   | All You Need Is Love                                                                                               | JAPAN UNITED with MUSIC「All You Need Is Love」                                                        |
| 2012年4月11日  | Answer | TEE with Crystal Kay「Answer」                                                                         |
| 2012年5月9日   | Where The Wild Things Are                                                                                          | ファーイースト・ムーヴメント「ダーティ・ ベース」                                                      |
| 2012年7月25日  | Physical | Bradberry Orchestra feat. スガシカオ、Crystal Kay、Salyu「Physical」                                   |
| 2012年11月7日  | エンドレス・ラヴ                                                                                                   | ライオネル・リッチー『ベスト・デュエット〜タスキーギ』（日本盤）                                       |
| 2012年11月14日 | FANTASTIC JOURNEY feat. Crystal Kay                                                                                | DAISHI DANCE「WONDER Tourism」                                                                         |
| 2013年1月16日  | イノチノリズム | DANCE EARTH PARTY「イノチノリズム」                                                                    |
| 2013年1月16日  | 戦下の地球(ほし)で                                                                                                 | DANCE EARTH PARTY「イノチノリズム」                                                                    |
| 2014年9月3日   | I Don’t Care feat.Crystal Kay                                                                                      | AKLO「The Arrival」                                                                                    |
| 2015年1月28日  | Love On My Mind feat. Beenie Man & Crystal Kay                                                                     | SPICY CHOCOLATE and SLY & ROBBIE「THE REGGAE POWER」                                                   |
| 2016年4月27日  | Rock City feat. SWAY & Crystal Kay                                                                                 | EXILE SHOKICHI「THE FUTURE」                                                                           |
| 2017年2月1日   | イノチノリズム～グレートジャーニー～ feat. EXILE NESMITH, Crystal Kay                                              | DANCE EARTH PARTY『I』                                                                                 |
| 2017年4月28日  | PLAY THAT feat. 登坂広臣,Crystal Kay,CRAZYBOY                                                                      | PKCZ®「PLAY THAT feat. 登坂広臣,Crystal Kay,CRAZYBOY」                                                 |
| 2017年6月21日  | Without You feat.Crystal Kay                                                                                       | JAY'ED『Here I Stand』                                                                                 |
| 2018年11月23日 | あなたの知らない私たち / chay feat. Crystal Kay                                                                    | chay『あなたの知らない私たち』                                                                         |
| 2018年12月5日  | あなたには渡さない / chay feat. Crystal Kay                                                                        | chay『あなたには渡さない』                                                                             |
| 2023年3月1日   | 「Start Again」「How You Feel」「Spark」「One Flight Down」                                                        | 『A2Z』 (オリジナル・サウンドトラック)                                                                 |
| 2024年10月30日 | 伝えなくちゃ feat. AI, Crystal Kay, DOUBLE, 福原みほ, Full Of Harmony, 林和希, JAY’ED, 松下洸平, Mhiro, 露崎春女   | 木梨憲武『木梨ソウル』                                                                                 |

## タイアップ
| 曲名                                                                  | タイアップ                                                                                               |
| --------------------------------------------------------------------- | --- |
| Eternal Memories                                                      | サントリー「ビタミンウォーター」CMソング                                                                 |
| Eternal Memories                                                      | テレビ東京系『JAPAN COUNTDOWN』オープニングテーマ                                                        |
| Shadows of Desire                                                     | 資生堂「ピエヌ‘98 秋」CMイメージソング                                                                   |
| FLY AWAY                                                              | ANACMソング                                                                                              |
| LOST CHILD                                                            | 東宝配給映画『サトラレ』主題歌                                                                           |
| Girl's Night                                                          | テレビ東京系『JAPAN COUNTDOWN』オープニングテーマ                                                        |
| Ex-Boyfriend                                                          | TBS系『COUNT DOWN TV』オープニングテーマ                                                                 |
| think of U                                                            | NTT DoCoMo 九州CMソング                                                                                  |
| Attitude                                                              | フジテレビ系アニメ『パラッパラッパー』オープニングテーマ                                                 |
| The Long And Winding Road                                             | SONY「MDウォークマン」CMソング                                                                           |
| I LIKE IT                                                             | 東京モード学園CMソング                                                                                   |
| OVER THE RAINBOW                                                      | 三菱自動車工業「COLT」CMソング                                                                           |
| gET oN!                                                               | JR東日本「シュン感、東京。」CMソング                                                                     |
| Motherland                                                            | 毎日放送・TBS系アニメ『鋼の錬金術師』エンディングテーマ                                                  |
| Bye My Darling!                                                       | フジテレビ系『リ・フ・レ〜私らしく、旅する〜』オープニングテーマ                                         |
| Kiss                                                                  | NTTドコモ「Music PORTER」CMソング                                                                        |
| Love it TAKE it                                                       | 日本メナード化粧品「メナード春のメイクアップ」CMソング                                                   |
| 恋におちたら                                                          | フジテレビ系ドラマ『恋におちたら〜僕の成功の秘密〜』」主題歌                                             |
| Two As One                                                            | トヨタ自動車「WISH」CMソング                                                                             |
| 涙があふれても                                                        | 東宝東和配給映画『ダーク・ウォーター』イメージソング                                                     |
| Happy 045 Xmas                                                        | FM横浜開局20周年アニバーサリーソング                                                                     |
| Together                                                              | テレビ東京系『トリノ2006』テーマソング                                                                   |
| きっと永遠に                                                          | 東芝エンタテインメント配給映画『僕は妹に恋をする』エンディングテーマ                                     |
| As One                                                                | J-WAVEクリスマスキャンペーンソング                                                                       |
| STILL                                                                 | J-WAVEクリスマスキャンペーンソング                                                                       |
| こんなに近くで...                                                     | フジテレビ系アニメ『のだめカンタービレ』エンディングテーマ                                               |
| こんなに近くで...                                                     | エムティーアイ「music.jp」CMソング                                                                       |
| こんなに近くで...                                                     | 毎日放送ドラマ『子育てプレイ&MORE』テーマソング                                                          |
| あなたのそばで                                                        | 日本メナード化粧品「メナード フェイシャルサロン」CMソング                                                |
| Dream World                                                           | 伊藤園「TULLY'S BARISTA'S SPECIAL」CMソング                                                              |
| Lonely girl                                                           | AXNテレビ『LOST シーズン3』インスパイアソング                                                            |
| Midnight Highway                                                      | SUZUKI「シボレー・MW」CMソング                                                                           |
| Shining                                                               | パルコ「地球がいちばん輝く日。PARCO X'MAS」CMソング                                                      |
| 涙のさきに                                                            | 伊藤園「TULLY'S BARISTA'S SPECIAL」CMソング                                                              |
| ONE                                                                   | 東宝配給アニメ映画『劇場版ポケットモンスター ダイヤモンド&パール ギラティナと氷空の花束 シェイミ』主題歌 |
| HOLD ON                                                               | アメリカ公開映画『ドランのキャディラック』主題歌                                                         |
| 出会えた奇跡                                                          | 伊藤園「TULLY'S BARISTA'S SPECIAL」CMソング                                                              |
| Over and Over                                                         | 毎日放送『DRESS』オープニングテーマ                                                                      |
| Over and Over                                                         | NTT東日本「LIVE ON FLET'S 光」CMソング                                                                   |
| Girlfriend feat. BoA                                                  | ワーナー・ブラザース配給映画『そんな彼なら捨てちゃえば?』」イメージソング                                |
| After Love -First Boyfriend- feat. KANAME（CHEMISTRY）                | 伊藤園「TULLY'S COFFEE」CMソング                                                                         |
| Step by Step                                                          | フジテレビ系アニメ『ジャングル大帝』主題歌                                                               |
| After Love -First Boyfriend- feat. KANAME（CHEMISTRY） -Oddity Remix- | 伊藤園「TULLY'S COFFEE」CMソング                                                                         |
| FLASH                                                                 | キヤノン「IXY」CMソング                                                                                  |
| Victoria                                                              | 伊藤園「TULLY'S COFFEE」CMソング                                                                         |
| Cannonball                                                            | NHKドラマ10『10年先も君に恋して』エンディングテーマ                                                      |
| Time of Love                                                          | NHKドラマ10『10年先も君に恋して』挿入歌                                                                  |
| Journey 〜君と二人で〜                                                | アテニアCMソング                                                                                         |
| My Dear                                                               | ワーナー・ブラザース配給アニメ映画『豆富小僧』挿入歌                                                     |
| Superman                                                              | フジテレビ系ドラマ『僕とスターの99日』挿入歌                                                             |
| Love Road                                                             | ワタベウェディング「リゾ婚」キャンペーンソング                                                           |
| ハルアラシ                                                            | TBS系『世界・ふしぎ発見!』エンディングテーマ                                                             |
| Forever                                                               | TBS系『COUNT DOWN TV』オープニングテーマ                                                                 |
| 風の彼方                                                              | 近鉄特急「しまかぜ」CMソング                                                                             |
| My Heart Beat                                                         | 「象印マホービン」CMソング                                                                               |
| 君がいたから                                                          | 日本テレビ系ドラマ『ワイルド・ヒーローズ』主題歌                                                         |
| THE LIGHT                                                             | サムスン電子「Galaxy S6 / S6 edge」CMソング                                                              |
| 何度でも                                                              | フジテレビ系ドラマ『オトナ女子』挿入歌                                                                   |
| REVOLUTION                                                            | TBS系『COUNT DOWN TV』オープニングテーマ                                                                 |
| Everlasting                                                           | ドキュメンタリー映画『シーズンズ 2万年の地球旅行』日本語版テーマソング                                   |
| サクラ                                                                | TBS系『ひるおび!』2016年3月度エンディングテーマ                                                          |
| サクラ                                                                | サマンサタバサ2016年春夏モデル CMソング                                                                  |
| Forever Young                                                         | ネイチャーラボ スキンケアブランド「LITS」CMソング                                                        |
| Waiting For You                                                       | ミュゼプラチナム CMソング                                                                                |
| Lovin' You                                                            | フジテレビ系ドラマ『ノンママ白書』主題歌                                                                 |
| Faces                                                                 | 沢井製薬 企業CM「革新と挑戦の歴史」篇 CMソング                                                           |
| 幸せって。                                                            | NHKドラマ10『デイジー・ラック』主題歌                                                                    |
| Best Version Of Me                                                    | テレビ愛知ドラマ『純喫茶つながり、閉店します』主題歌                                                     |

## 出演

### ラジオ
- Boys & Girls Night
- きいてミルク!!（InterFM、「SOUL BLENDS」内）
- 濱LOVE（FMヨコハマ、2006年 - 2007年）
- アーティスト・プロデュース・スーパー・エディション（JFN、2007年6月）
- THE UNIVERSE（J-WAVE・Brandnew J、2007年 - 2008年）
- STANDBY OH! MY RADIO（Brandnew J、2008年 - 2009年）
- OH! MY RADIO（J-WAVE・Brandnew J、2008年 - 2009年）

### CM
- SONY「MDウォークマン」（2002年 - 2003年）
- 東京モード学園（2003年）
- NTTドコモ「Music PORTER」（2004年 - 2005年）
- 伊藤園「TULLY'S BARISTA'S SPECIAL」（2007年 - 2010年）
- パルコ「地球がいちばん輝く日。PARCO X'MAS」（2007年）
- DeNA「戦国コレクション」（2013年）
- カゴメ「カゴメトマトジュースプレミアム」（2016年）※山下久美子の楽曲『赤道小町ドキッ』を歌唱。ボイスパーカッションも本人の声である。

### イメージモデル
- クリスタ長堀（2012年）

### テレビドラマ
- 左目探偵EYE（2010年、日本テレビ） - 黒晶晶 役
- ソウルへGO!!（2015年） - ニュージャージーから韓国へ招待キャンプ2世の女性 役
- ノンママ白書 第4話（2016年9月3日、東海テレビ・フジテレビ） - バーの女性客 役[61]
- ユーミンストーリーズ 第2話「冬の終り」（2024年3月11日 - 14日、NHK総合） - 前田 役[62]

### テレビアニメ
- ジャングル大帝 - 勇気が未来をかえる -（2009年9月5日、フジテレビ） - 研究員 役[38]

### 映画
- 劇場版ポケットモンスター ダイヤモンド&パール ギラティナと氷空の花束 シェイミ（2008年、東宝） - ラッキー 役
- 山形スクリーム（2009年、ギャガ・コミュニケーションズ） - ケイシー・千尋・セバスチャン 役
- ハッピー フィート2 踊るペンギンレスキュー隊（2011年、ワーナーブラザーズ） - グローリア 役（吹き替え）
- ソウルへGO！！（2016年、WONDER VISION PICTURES） - ジェイミー 役
- 白鍵と黒鍵の間に（2023年、東京テアトル） - リサ 役[63]

### 舞台
- DANCE EARTH 〜生命の鼓動〜（2013年）
- ピピン（2019年） - リーディングプレーヤー 役

### コンサート
- Disney on CLASSIC Premium『美女と野獣』イン・コンサート（2020年2月22日 - 23日、横浜アリーナ） - ポット夫人 役[64]

### ミュージック・ビデオ
- EXILE THE SECOND「YEAH!! YEAH!! YEAH!!」（2016年）[65]

## 受賞
- 第27回（2020年）読売演劇大賞 優秀女優賞（『ピピン』）[66]